# Дубілей Віталій Ярославович
Віталій Ярославович Дубілей (нар. 28 червня 2002, Україна) — український футболіст, правий захисник петрвіського «Інгульця».

## Життєпис

### Ранні роки
Вихованець київської ДЮСШ-15, у футболці якої з 2015 по 2018 рік виступав у ДЮФЛУ. У середині лютого 2019 року переїхав до «Олександрії». У другій половині сезону 2018/19 та в сезоні 2019/20 років грав за команду U-19 «городян» у юнацькому чемпіонаті України. У сезоні 2020/21 років дебютував за «Олександрію» в молодіжному чемпіонаті України, але через високу конкуренцію в першій команді заграти в складі «городян» на дорослому рівні не зміг.

### МФА
На початку вересня 2021 року вільним агентому перейшов до МФА. У футболці мукачівського клубу дебютував 3 вересня 2021 року в переможному (2:0) домашньому поєдинку 7-го туру групи А Другої ліги України проти ставищенського «Любомира». Віталій вийшов на поле в стартовому складі та відіграв увесь матч. Першим голом у дорослому футболі відзначився 10 жовтня 2021 року на 28-й хвилині переможного (2:0) домашнього поєдинку 13-го туру групи А Другої ліги України проти київського АФСК. Дубілей вийшов на поле в стартовому складі та відіграв увесь матч. У першій половині сезону 2021/22 років відзначився 1-м голом у 9-ти матчах Другої ліги України. Проте сезон 2021/22 років не був дограний через повномасштабне вторгнення Росії на територію України.

### «Чайка»
На початку липня 2022 року підсилив «Чайку». У футболці борщагівського клубу дебютував 1 жовтня 2022 року в нічийному (0:0) виїзному поєдинку 5-го туру Другої ліги України проти «Хуста». Віталій вийшов на поле в стартовому складі, а на 54-й хвилині його замінив Степан Клименко. Першими голами на професійному рівні відзначився 6 жовтня 2023 року на 29-й, 50-й та 79-й хвилинах переможного (5:1) домашнього поєдинку 11-го туру Другої ліги України проти миколаївського «Васта». Дубілей вийшов на поле в стартовому складі та відіграв увесь матч. За два сезони, проведені в «Чайці», зіграв 32 матчі та відзначився 6-ма голами у Другій лізі України.

### «Інгулець»
18 липня 2024 року вільним агентом підписав 3-річний контракт з «Інгульцем». У футболці петрівського клубу дебютував 4 серпня 2024 року в програному (1:2) виїзному поєдинку 1-го туру Прем'єр-ліги України проти луганської «Зорі». Віталій вийшов на поле в стартовому складі, а на 87-й хвилині його замінив Владислав Сидоренко.